# Indy Toronto 2022
Das Indy Toronto 2022 (offiziell Honda Indy Toronto) auf dem Kurs Streets of Toronto fand am 17. Juli 2022 statt und ging über eine Distanz von 85 Runden à 2,874 km. Es war der zehnte Lauf zur IndyCar Series 2022.

## Bericht
Der Andretti-Autosport-Fahrer Colton Herta startete aus der Pole Position, er ging in Führung vor Scott Dixon (Chip Ganassi Racing). Dixon kam eine Runde vor Herta zum ersten Boxenstopp. Als Herta nach seinem Stopp wieder auf die Rennstrecke kam, konnte ihn Dixon in der ersten Kurve überholen. Schlussendlich trennten die beiden Kontrahenten nur 0,8 Sekunden nach der Zieldurchfahrt. Dixon brachte sich mit dem Sieg in Toronto in der Meisterschaftstabelle auf Rang fünf nach vorne und sein siebter Titel in der IndyCar-Serie war zu diesem Zeitpunkt immer noch möglich. Mit dem 52. Sieg schob sich Dixon in der IndyCar-Historie der Rennsieger auf den zweiten Platz, gleichauf mit Mario Andretti. Führender in der Liste ist A.J. Foyt mit 67 Siegen.

## Klassifikationen

### Qualifying / Start
| Pos | Nr | Fahrer              | Team                                 | Motor     | Start |
| --- | -- | ------------------- | ------------------------------------ | --------- | ----- |
| 1   | 26 | Colton Herta        | Andretti Autosport / Curb-Agajanian  | Honda     | 1     |
| 2   | 9  | Scott Dixon         | Chip Ganassi Racing                  | Honda     | 2     |
| 3   | 2  | Josef Newgarden     | Team Penske                          | Chevrolet | 3     |
| 4   | 27 | Alexander Rossi     | Andretti Autosport                   | Honda     | 4     |
| 5   | 18 | David Malukas       | Dale Coyne Racing / HMD Motorsports  | Honda     | 5     |
| 6   | 3  | Scott McLaughlin    | Team Penske                          | Chevrolet | 6     |
| 7   | 77 | Callum Ilott        | Juncos Hollinger Racing              | Chevrolet | 7     |
| 8   | 7  | Felix Rosenqvist    | Arrow McLaren SP                     | Chevrolet | 8     |
| 9   | 8  | Marcus Ericsson     | Chip Ganassi Racing                  | Honda     | 9     |
| 10  | 30 | Christian Lundgaard | Rahal Letterman Lanigan Racing       | Honda     | 10    |
| 11  | 28 | Romain Grosjean     | Andretti Autosport                   | Honda     | 11    |
| 12  | 29 | Devlin DeFrancesco  | Andretti Steinbrenner Autosport      | Honda     | 12    |
| 13  | 45 | Jack Harvey         | Rahal Letterman Lanigan Racing       | Honda     | 13    |
| 14  | 15 | Graham Rahal        | Rahal Letterman Lanigan Racing       | Honda     | 14    |
| 15  | 5  | Pato O’Ward         | Arrow McLaren SP                     | Chevrolet | 15    |
| 16  | 12 | Will Power          | Team Penske                          | Chevrolet | 16    |
| 17  | 06 | Hélio Castroneves   | Meyer Shank Racing                   | Honda     | 17    |
| 18  | 60 | Simon Pagenaud      | Meyer Shank Racing                   | Honda     | 18    |
| 19  | 51 | Takuma Satō         | Dale Coyne Racing / Rick Ware Racing | Honda     | 19    |
| 20  | 21 | Rinus VeeKay        | Ed Carpenter Racing                  | Chevrolet | 20    |
| 21  | 48 | Jimmie Johnson      | Chip Ganassi Racing                  | Honda     | 21    |
| 22  | 10 | Alex Palou          | Chip Ganassi Racing                  | Honda     | 22    |
| 23  | 4  | Dalton Kellett      | A. J. Foyt Enterprises               | Chevrolet | 23    |
| 24  | 14 | Kyle Kirkwood       | A. J. Foyt Enterprises               | Chevrolet | 24    |
| 25  | 20 | Conor Daly          | Ed Carpenter Racing                  | Chevrolet | 25    |

### Endergebnis
| Pos | Nr | Fahrer                  | Team                                 | Motor     | Runden | Zeit/Rückstand | Boxenstopps | Startplatz | Führungsrunden | Punkte |
| --- | -- | ----------------------- | ------------------------------------ | --------- | ------ | -------------- | ----------- | ---------- | -------------- | ------ |
| 1   | 9  | Scott Dixon             | Chip Ganassi Racing                  | Honda     | 85     | 1:38:45.3087   | 2           | 2          | 40             | 53     |
| 2   | 26 | Colton Herta            | Andretti Autosport / Curb-Agajanian  | Honda     | 85     | 0.8106         | 2           | 1          | 17             | 42     |
| 3   | 7  | Felix Rosenqvist        | Arrow McLaren SP                     | Chevrolet | 85     | 1.3490         | 2           | 8          | 1              | 36     |
| 4   | 15 | Graham Rahal            | Rahal Letterman Lanigan Racing       | Honda     | 85     | 4.4830         | 2           | 14         | 6              | 33     |
| 5   | 8  | Marcus Ericsson         | Chip Ganassi Racing                  | Honda     | 85     | 5.1260         | 2           | 9          |                | 30     |
| 6   | 10 | Alex Palou              | Chip Ganassi Racing                  | Honda     | 85     | 6.3629         | 2           | 22         |                | 28     |
| 7   | 60 | Simon Pagenaud          | Meyer Shank Racing                   | Honda     | 85     | 8.7398         | 2           | 18         |                | 26     |
| 8   | 30 | Christian Lundgaard (R) | Rahal Letterman Lanigan Racing       | Honda     | 85     | 9.3820         | 2           | 10         |                | 24     |
| 9   | 3  | Scott McLaughlin        | Team Penske                          | Chevrolet | 85     | 10.2868        | 2           | 6          |                | 22     |
| 10  | 2  | Josef Newgarden         | Team Penske                          | Chevrolet | 85     | 10.6561        | 2           | 3          |                | 20     |
| 11  | 5  | Pato O’Ward             | Arrow McLaren SP                     | Chevrolet | 85     | 12.4284        | 2           | 15         | 3              | 20     |
| 12  | 18 | David Malukas (R)       | Dale Coyne Racing / HMD Motorsports  | Honda     | 85     | 13.3711        | 2           | 5          |                | 18     |
| 13  | 21 | Rinus VeeKay            | Ed Carpenter Racing                  | Chevrolet | 85     | 18.2715        | 2           | 20         | 18             | 18     |
| 14  | 77 | Callum Ilott (R)        | Juncos Hollinger Racing              | Chevrolet | 85     | 18.4471        | 3           | 7          |                | 16     |
| 15  | 12 | Will Power              | Team Penske                          | Chevrolet | 85     | 19.0185        | 2           | 16         |                | 15     |
| 16  | 28 | Romain Grosjean         | Andretti Autosport                   | Honda     | 85     | 19.7939        | 3           | 11         |                | 14     |
| 17  | 06 | Hélio Castroneves       | Meyer Shank Racing                   | Honda     | 85     | 20.3903        | 2           | 17         |                | 13     |
| 18  | 29 | Devlin DeFrancesco (R)  | Andretti Steinbrenner Autosport      | Honda     | 85     | 21.2042        | 2           | 12         |                | 12     |
| 19  | 45 | Jack Harvey             | Rahal Letterman Lanigan Racing       | Honda     | 85     | 21.9470        | 3           | 13         |                | 11     |
| 20  | 20 | Conor Daly              | Ed Carpenter Racing                  | Chevrolet | 85     | 24.2445        | 3           | 25         |                | 10     |
| 21  | 48 | Jimmie Johnson          | Chip Ganassi Racing                  | Honda     | 73     | Unfall         | 6           | 21         |                | 9      |
| 22  | 14 | Kyle Kirkwood (R)       | A. J. Foyt Enterprises               | Chevrolet | 58     | Unfall         | 4           | 24         |                | 8      |
| 23  | 27 | Alexander Rossi         | Andretti Autosport                   | Honda     | 44     | Unfall         | 1           | 4          |                | 7      |
| 24  | 4  | Dalton Kellett          | A. J. Foyt Enterprises               | Chevrolet | 30     | Defekt         | 2           | 23         |                | 6      |
| 25  | 51 | Takuma Satō             | Dale Coyne Racing / Rick Ware Racing | Honda     | 0      | Unfall         |             | 19         |                | 5      |

(R)=Rookie / 4 Gelbphasen für insgesamt 15 Rd.